# Albian Ajeti
Albian Ajeti (Basilea, 26 febbraio 1997) è un calciatore svizzero, attaccante del Basilea.

## Biografia
Nato e cresciuto in Svizzera, è di origini kosovare-albanesi. Ha anche due fratelli, Arlind ed Adonis, anch'essi calciatori.

## Caratteristiche tecniche
Ajeti è una prima punta abile nel gioco aereo e che può giocare in attacco sia da unica punta che con una seconda punta al suo fianco.

## Carriera

### Club

#### Basilea
Cresciuto nelle giovanili del Basilea, dove è rimasto fino al 2014, fa il suo esordio nella Super League, la massima serie svizzera con la maglia del Basilea durante la stagione 2013-2014. Sempre nella stessa stagione ha fatto il suo debutto in Europa League e nella stagione 2015-2016 ha debuttato anche in Champions League.

#### Augusta
L'8 gennaio 2016 viene acquistato a titolo definitivo per un milione di euro dalla squadra tedesca dell'Augusta, con cui firma un contratto di 4 anni e mezzo con scadenza il 30 giugno 2020.

#### San Gallo
Il 31 agosto 2016 viene acquistato in prestito con diritto di riscatto dalla squadra svizzera del San Gallo. Il 1º luglio 2017 la società svizzera decide di riscattarlo definitivamente per un milione di euro, facendogli sottoscrivere un contratto quadriennale con scadenza il 30 giugno 2021.

#### Ritorno al Basilea
Il 2 ottobre 2017 il Basilea annuncia che Ajeti ha firmato un contratto di cinque anni. Il 14 ottobre 2017 Ajeti segna al debutto nella vittoria esterna per 4–0 contro il Lugano. Nelle ultime 5 partite della stagione 2017–18 Ajeti segna sette reti, portando il suo totale stagionale a 17 e diventa il capocannoniere della squadra con 14 marcature. La stagione successiva segna nuovamente 14 reti per la sua squadra. Il 19 luglio 2019, nell'ultima presenza di Ajeti in Super League per il Basilea, segna il gol iniziale e assiste due compagni nella vittoria esterna per 4–1 contro il Sion.

#### West Ham
L'8 agosto 2019 si trasferisce nella squadra inglese del West Ham per circa 7 milioni di franchi svizzeri. Firma un contratto quadriennale con opzione di prolungamento di altri due anni. Tuttavia la sua esperienza con gli Hammers è deludente con lui che gioca poche partite senza mai andare a segno.

#### Celtic
Il 13 agosto 2020 firma per il Celtic.

### Nazionale
Fa il suo debutto con la maglia della Nazionale svizzera Under-21 l'8 ottobre 2015 nella partita valida per le qualificazioni ad Euro 2017 contro la Bosnia ed Erzegovina Under-21, partita poi terminata 3-1 per gli svizzeri.
Debutta con la Nazionale maggiore l'8 settembre 2018 nella sfida vinta per 6-0 contro l'Islanda, subentrando al 65º a Breel Embolo e segnando il gol del provvisorio 5-0 al 72º.

## Statistiche

### Presenze e reti nei club
Statistiche aggiornate al 6 giugno 2022.
| Stagione          | Squadra           | Campionato        | Campionato | Campionato | Coppe nazionali | Coppe nazionali | Coppe nazionali | Coppe continentali | Coppe continentali | Coppe continentali | Altre coppe | Altre coppe | Altre coppe | Totale | Totale |
| Stagione          | Squadra           | Comp              | Pres       | Reti       | Comp            | Pres            | Reti            | Comp               | Pres               | Reti               | Comp        | Pres        | Reti        | Pres   | Reti   |
| ----------------- | ----------------- | ----------------- | ---------- | ---------- | --------------- | --------------- | --------------- | ------------------ | ------------------ | ------------------ | ----------- | ----------- | ----------- | ------ | ------ |
| 2013-mar. 2014    | Basilea II        | PL                | 17         | 3          | -               | -               | -               | -                  | -                  | -                  | -           | -           | -           | 17     | 3      |
| mar.-giu. 2014    | Basilea           | SL                | 2          | 1          | CS              | 1               | 0               | UCL+UEL            | 0+2                | 0                  | -           | -           | -           | 5      | 1      |
| 2014-apr. 2015    | Basilea II        | PL                | 23         | 15         | -               | -               | -               | -                  | -                  | -                  | -           | -           | -           | 23     | 15     |
| apr.-giu. 2015    | Basilea           | SL                | 4          | 1          | CS              | 2               | 0               | UCL                | 0                  | 0                  | -           | -           | -           | 6      | 1      |
| lug. 2015         | Basilea II        | PL                | 5          | 1          | -               | -               | -               | -                  | -                  | -                  | -           | -           | -           | 5      | 1      |
| Totale Basilea II | Totale Basilea II | Totale Basilea II | 45         | 19         |                 | -               | -               |                    | -                  | -                  |             | -           | -           | 45     | 19     |
| 2015-gen. 2016    | Basilea           | SL                | 5          | 1          | CS              | 4               | 3               | UCL+UEL            | 1+2                | 0                  | -           | -           | -           | 12     | 4      |
| gen.-giu. 2016    | Augusta II        | RLS               | 6          | 2          | -               | -               | -               | -                  | -                  | -                  | -           | -           | -           | 6      | 2      |
| gen.-giu. 2016    | Augusta           | BL                | 1          | 0          | CG              | 0               | 0               | UEL                | -                  | -                  | -           | -           | -           | 1      | 0      |
| 2016-2017         | San Gallo         | SL                | 29         | 10         | CS              | 1               | 1               | -                  | -                  | -                  | -           | -           | -           | 30     | 11     |
| lug.-ott. 2017    | San Gallo         | SL                | 7          | 3          | CS              | 1               | 0               | -                  | -                  | -                  | -           | -           | -           | 8      | 3      |
| Totale San Gallo  | Totale San Gallo  | Totale San Gallo  | 36         | 13         |                 | 2               | 1               |                    | -                  | -                  |             | -           | -           | 38     | 14     |
| ott. 2017-2018    | Basilea           | SL                | 17         | 8          | CS              | 2               | 0               | UCL                | 3                  | 0                  | -           | -           | -           | 0      | 0      |
| 2018-2019         | Basilea           | SL                | 32         | 14         | CS              | 5               | 5               | UCL+UCL            | 2+4                | 1+1                | -           | -           | -           | 43     | 21     |
| lug.-ago. 2019    | Basilea           | SL                | 1          | 1          | -               | -               | -               | UCL                | 2                  | 1                  | -           | -           | -           | 3      | 2      |
| Totale Basilea    | Totale Basilea    | Totale Basilea    | 61         | 26         |                 | 14              | 8               |                    | 16                 | 3                  |             | -           | -           | 91     | 37     |
| ago. 2019-2020    | West Ham Utd      | PL                | 9          | 0          | FACup+CdL       | 1+2             | 0               | -                  | -                  | -                  | -           | -           | -           | 12     | 0      |
| 2020-2021         | Celtic            | SP                | 20         | 6          | SC+CdL          | 2+1             | 0+0             | UCL+UEL            | 2+5                | 0                  | -           | -           | -           | 30     | 6      |
| 2021-2022         | Celtic            | SP                | 7          | 2          | SC+CdL          | 0+3             | 0               | UCL+UEL+UECL       | 2+5+0              | 0+1+0              | -           | -           | -           | 17     | 3      |
| Totale Celtic     | Totale Celtic     | Totale Celtic     | 27         | 8          |                 | 6               | 0               |                    | 14                 | 1                  |             |             |             | 47     | 9      |
| Totale carriera   | Totale carriera   | Totale carriera   | 185        | 68         |                 | 25              | 9               |                    | 30                 | 4                  |             | -           | -           | 240    | 81     |

### Cronologia presenze e reti in nazionale

#### Nazionale maggiore
| Cronologia completa delle presenze e delle reti in nazionale ― Svizzera | Cronologia completa delle presenze e delle reti in nazionale ― Svizzera | Cronologia completa delle presenze e delle reti in nazionale ― Svizzera | Cronologia completa delle presenze e delle reti in nazionale ― Svizzera | Cronologia completa delle presenze e delle reti in nazionale ― Svizzera | Cronologia completa delle presenze e delle reti in nazionale ― Svizzera | Cronologia completa delle presenze e delle reti in nazionale ― Svizzera | Cronologia completa delle presenze e delle reti in nazionale ― Svizzera |
| Data                                                                    | Città                                                                   | In casa                                                                 | Risultato                                                               | Ospiti                                                                  | Competizione                                                            | Reti                                                                    | Note                                                                    |
| ----------------------------------------------------------------------- | ----------------------------------------------------------------------- | ----------------------------------------------------------------------- | ----------------------------------------------------------------------- | ----------------------------------------------------------------------- | ----------------------------------------------------------------------- | ----------------------------------------------------------------------- | ----------------------------------------------------------------------- |
| 8-9-2018                                                                | San Gallo                                                               | Svizzera                                                                | 6 – 0                                                                   | Islanda                                                                 | UEFA Nations League 2018-2019 - 1º turno                                | 1                                                                       | 65’                                                                     |
| 11-9-2018                                                               | Leicester                                                               | Inghilterra                                                             | 1 – 0                                                                   | Svizzera                                                                | Amichevole                                                              | -                                                                       | 66’                                                                     |
| 15-10-2018                                                              | Reykjavík                                                               | Islanda                                                                 | 1 – 2                                                                   | Svizzera                                                                | UEFA Nations League 2018-2019 - 1º turno                                | -                                                                       | 90+1’                                                                   |
| 14-11-2018                                                              | Lugano                                                                  | Svizzera                                                                | 0 – 1                                                                   | Qatar                                                                   | Amichevole                                                              | -                                                                       | 46’                                                                     |
| 18-11-2018                                                              | Lucerna                                                                 | Svizzera                                                                | 5 – 2                                                                   | Belgio                                                                  | UEFA Nations League 2018-2019 - 1º turno                                | -                                                                       | 90+2’                                                                   |
| 23-3-2019                                                               | Tbilisi                                                                 | Georgia                                                                 | 0 – 2                                                                   | Svizzera                                                                | Qual. Euro 2020                                                         | -                                                                       | 61’                                                                     |
| 26-3-2019                                                               | Basilea                                                                 | Svizzera                                                                | 3 – 3                                                                   | Danimarca                                                               | Qual. Euro 2020                                                         | -                                                                       | 71’                                                                     |
| 5-9-2019                                                                | Dublino                                                                 | Irlanda                                                                 | 1 – 1                                                                   | Svizzera                                                                | Qual. Euro 2020                                                         | -                                                                       | 86’                                                                     |
| 8-9-2019                                                                | Sion                                                                    | Svizzera                                                                | 4 – 0                                                                   | Gibilterra                                                              | Qual. Euro 2020                                                         | -                                                                       |                                                                         |
| 15-11-2019                                                              | San Gallo                                                               | Svizzera                                                                | 1 – 0                                                                   | Georgia                                                                 | Qual. Euro 2020                                                         | -                                                                       | 71’                                                                     |
| 3-9-2020                                                                | Leopoli                                                                 | Ucraina                                                                 | 2 – 1                                                                   | Svizzera                                                                | UEFA Nations League 2020-2021 - 1º turno                                | -                                                                       | 73’                                                                     |
| Totale                                                                  |                                                                         | Presenze                                                                | 11                                                                      |                                                                         | Reti                                                                    | 1                                                                       |                                                                         |

#### Nazionale Under-21
| Cronologia completa delle presenze e delle reti in nazionale ― Svizzera under 21 | Cronologia completa delle presenze e delle reti in nazionale ― Svizzera under 21 | Cronologia completa delle presenze e delle reti in nazionale ― Svizzera under 21 | Cronologia completa delle presenze e delle reti in nazionale ― Svizzera under 21 | Cronologia completa delle presenze e delle reti in nazionale ― Svizzera under 21 | Cronologia completa delle presenze e delle reti in nazionale ― Svizzera under 21 | Cronologia completa delle presenze e delle reti in nazionale ― Svizzera under 21 | Cronologia completa delle presenze e delle reti in nazionale ― Svizzera under 21 |
| Data                                                                             | Città                                                                            | In casa                                                                          | Risultato                                                                        | Ospiti                                                                           | Competizione                                                                     | Reti                                                                             | Note                                                                             |
| -------------------------------------------------------------------------------- | -------------------------------------------------------------------------------- | -------------------------------------------------------------------------------- | -------------------------------------------------------------------------------- | -------------------------------------------------------------------------------- | -------------------------------------------------------------------------------- | -------------------------------------------------------------------------------- | -------------------------------------------------------------------------------- |
| 8-10-2015                                                                        | Bienne                                                                           | Svizzera under 21                                                                | 3 – 1                                                                            | Bosnia ed Erzegovina under 21                                                    | Qual. Europeo Under-21 2017                                                      | -                                                                                | 83’                                                                              |
| 12-10-2015                                                                       | Bienne                                                                           | Svizzera under 21                                                                | 1 – 1                                                                            | Norvegia under 21                                                                | Qual. Europeo Under-21 2017                                                      | -                                                                                | 69’                                                                              |
| 16-11-2015                                                                       | Brighton                                                                         | Inghilterra under 21                                                             | 3 – 1                                                                            | Svizzera under 21                                                                | Qual. Europeo Under-21 2017                                                      | -                                                                                | 88’                                                                              |
| Totale                                                                           |                                                                                  | Presenze                                                                         | 3                                                                                |                                                                                  | Reti                                                                             | 0                                                                                |                                                                                  |

## Palmarès

### Club

#### Competizioni nazionali
- Campionato svizzero: 2

Basilea: 2014-2015, 2024-2025
- Coppa Svizzera: 2

Basilea: 2018-2019, 2024-2025
- Campionato scozzese: 1

Celtic: 2021-2022
- Coppa di Lega scozzese: 1

Celtic: 2021-2022
- Coppa d'Austria: 1

Sturm Graz: 2022-2023

### Individuale
- Capocannoniere del Campionato svizzero: 1

2017-2018 (17 reti)